# Cerezo de Arriba
Cerezo de Arriba é um município da Espanha na província de Segóvia, comunidade autónoma de Castela e Leão, de área 48,83 km² com população de 208 habitantes (2007) e densidade populacional de 3,79 hab/km².

## Demografia
| Variação demográfica do município entre 1991 e 2004 | Variação demográfica do município entre 1991 e 2004 | Variação demográfica do município entre 1991 e 2004 | Variação demográfica do município entre 1991 e 2004 |
| --------------------------------------------------- | --------------------------------------------------- | --------------------------------------------------- | --------------------------------------------------- |
| 1991                                                | 1996                                                | 2001                                                | 2004                                                |
| 201                                                 | 240                                                 | 208                                                 | 185                                                 |